# Isengard Bluff
Das Isengard Bluff ist ein isoliertes Kliff am südwestlichen Ausläufer von Tonkin Island vor der Bowman-Küste des Grahamlands auf der Antarktischen Halbinsel.
Mark Russell vom British Antarctic Survey entdeckte es. Das UK Antarctic Place-Names Committee benannte es 2003 nach Isengart, dem Sitz des Zauberers Saruman aus dem Roman Der Herr der Ringe des britischen Schriftstellers J. R. R. Tolkien.